# Kuszálik Piroska
Kuszálik Piroska, Kuszálikné, Molnár Piroska (Arad, 1919. december 1. – Kolozsvár, 1992. november 30.) pedagógus, pedagógiai- és tankönyvíró. Fia Kuszálik Péter.

## Életútja
Szülővárosában végezte az elemi és középiskolát, 1938-ban érettségizett; a kolozsvári egyetemen magyar-latin szakos tanári oklevelet (1942), majd doktorátust szerzett (1944). Tanári pályáját Kolozsvárt kezdte (1944–51), majd a bukaresti Tanügyi és Pedagógiai Könyvkiadó magyar osztályának szerkesztője (1951–55), egyévi tanítóképzői tanárság után 1957-től a Pedagógiai Továbbképző Intézet lektora, majd előadó tanára Kolozsváron. Az intézet megszűnése után a Babeș–Bolyai Tudományegyetem előadó tanáraként irányította a magyar szakos tanárok továbbképzését.

## Munkássága
Első írását az Utunk közölte (1951). A magyar nyelvtanítás módszerével, a tanárképzéssel és -továbbképzéssel foglalkozó cikkei, tanulmányai itt s a Korunk, Tanügyi Újság hasábjain jelentek meg. A korszerű tanítási módszerek elméleti és gyakorlati megismertetésével rangos pedagógiai szakíróink közé emelkedett. Balogh Dezsővel, Kálmán Viktóriával és Márki Zoltánnal közösen írt magyar irodalmi olvasókönyvével a VIII. osztály számára 1964-ben jelentkezett, ezt követte Antal Péterrel és Szabó Hajnallal közös hasonló tankönyve a líceumok IX. osztálya számára (1965). Péterfy Emíliával együtt megszerkesztette az I-IV. osztályos olvasókönyveket és nyelvtanokat (1964–71), majd a magyar nyelvtanok egy sorozatát (1975–77) és P. Dombi Erzsébettel a VIII. osztályosok új olvasókönyvét és nyelvtanát is (1979). A nemzetiségi nyelvoktatás számára különösen jelentősek módszertani szakmunkái, így a Nyelvtanítás (Szabó Hajnallal, 1968), a Gyakorlati útmutató a magyar nyelv tanítására (Péterfy Emíliával, 1969), valamint A tanító kézikönyve (Péterfy Emíliával, 1975).
Munkásságát nyugalomba vonulása (1979) után is folytatva, Péntek Jánossal közösen jelentette meg magyar nyelvkönyvét az V. osztály (1981), majd a magyar nyelvtanítás újabb módszertani könyvét az V–VIII. osztályok számára (1982).